# Псевдосверхновая
Псевдосверхновые, также известные как сверхновые типа V, аналоги Эты Киля — гигантские вспышки голубых переменных звёзд высокой светимости.

## Природа
Псевдосверхновые представляют собой взрывы звёзд, которые на первый взгляд характерны для сверхновых, однако не уничтожают взрывающуюся звезду. Таким образом, они должны рассматриваться как очень мощные новые звёзды.

## Проявление активности, происхождение и потеря массы
Псевдосверхновые проявляют себя, как сверхновые звезды спектрального типа IIn, имеющие узкие линии водорода в своём спектре, свидетельствующие о сравнительно низкой скорости газа. Блеск псевдосверхновых превышает первоначальное значение до вспышки на несколько порядков, с типичными пиковыми значениями абсолютной звёздной величины от −11 до −14. Механизм, который приводит к появлению этих вспышек, остаётся необъяснённым, хотя считается, что их вызывает выход значений светимости за предел Эддингтона, что вызывает серьёзные потери массы звездой. Если соотношение излучаемой энергии к кинетической энергии близки к единице, как у Эты Киля, то можно ожидать извержение вещества в количестве около 0.16 масс Солнца.

## Примеры
Возможные примеры псевдосверхновых — вспышки в 1843 году Эты Киля (скорее всего не была псевдосверхновой), Р Лебедя, SN 1961V, SN 1954J, SN 1997bs и SN 2008S в NGC 6946, где обнаружены оставшиеся после вспышек звезды.
Одна псевдосверхновая была открыта японским астрономом-любителем Коити Итагаки в октябре 2004 в галактике UGC 4904. Эта яркая голубая переменная звезда стала сверхновой спустя всего два года — 11 октября 2006 года и сейчас известна как сверхновая SN 2006jc.